# Master Race
Master Race est une bande dessinée américaine de Bernie Krigstein et d'Al Feldstein parue en avril 1955 dans le no 1 du comics Impact chez EC Comics. Elle compte huit planches en couleur. En 1974, elle est publiée en français sous le titre La Grande Course dans une anthologie, Horreur, parue aux éditions Williams.
Le récit « narre la rencontre fortuite dans le métro new-yorkais d'un ancien détenu juif avec l'un de ses bourreaux ». Il s'agit de la première évocation de la Shoah dans la bande dessinée américaine. Elle a notamment inspiré Art Spiegelman pour son ouvrage Maus.

## Synopsis
La narration suit le personnage de Carl Reissman, « Allemand réfugié aux États-Unis après la Seconde Guerre mondiale ». Au fil du trajet en métro, Reissman passe en revue son parcours à l'ère du nazisme, notamment dans un camp d'extermination appelé Belsen. Un homme vêtu de noir arrive dans le wagon. Ayant été interné à Belsen, il reconnaît en Reissman le commandant du camp. Reissman se précipite pour fuir son adversaire et, dans sa course, il dérape et tombe sur les voies du métro. Une rame arrive dans la station, le heurte et l'écrase. Face aux questions des témoins, l'homme en noir prétend ne pas connaître l'accidenté.

## Analyse
Le récit constitue « une leçon de bande dessinée par sa maîtrise narrative ». Art Spiegelman, que cette œuvre a « fortement marqué dans sa jeunesse », en livre une lecture analytique. L'originalité de Master Race repose, notamment, sur le découpage des séquences, qui exprime un tempo fondé sur le roulement des pensées dans l'esprit du personnage principal au lieu d'une linéarité objective. C'est ainsi que Reissman, dans sa fuite, accomplit « la plus longue représentation d'une chute en bande dessinée ». De l'avis de Spiegelman, Krigstein est « l'explorateur le plus audacieux du découpage que compta la bande dessinée » et Master Race constitue son récit graphique « le plus sophistiqué ». La narration graphique puise largement dans les codes cinématographiques avec des plans atypiques et reprend des procédés employés par des peintres futuristes. Le motif des barreaux, évoquant la détention, est répété au fil du récit, tout comme le motif du crucifix. Tout au long de la narration, le trait souligne l'angoisse intense du personnage de Carl Reissman, hanté par son passé qui le plonge dans la terreur. L'encrage illustre le caractère « lugubre » du graphisme.

## Genèse de l'œuvre
Bernie Krigstein, le dessinateur, souhaitait publier le récit en douze pages. Le magazine Impact lui en a proposé cinq mais, après une négociation laborieuse, l'auteur en obtient huit. Par conséquent, la narration comporte quelques défauts dus à cette nécessité de concentrer l'histoire.
« Le thème de la Shoah a émergé très lentement et tardivement dans l'univers de la BD ». En effet, bande dessinée et comics s'adressent, à l'époque, à un lectorat jeune ; les autorités, via la Loi du 16 juillet 1949 sur les publications destinées à la jeunesse (France, 1949) et la Comics Code Authority (États-Unis, 1954), témoignent de la volonté de réglementer les publications.
À l'époque de la Seconde Guerre mondiale, les comic books racontent le conflit sous un angle comique ou irréaliste, comme dans le récit de Will Eisner où Le Spirit convainc Adolf Hitler de se convertir à la paix. L'évocation de la Shoah brille par son absence. Si les camps de concentration deviennent un sujet médiatisé à l'automne 1944, lorsque le journaliste William H. Lawrence témoigne de ses découvertes à Majdanek, l'extermination systématique est annoncée dès novembre 1942 par le rabbin Stephen S. Wise. Néanmoins, cette information produit alors peu d'écho dans les médias américains, en raison à la fois des opinions antisémites répandues dans le public et du scepticisme des journalistes, qui se montrent prudents quant aux éventuelles rumeurs infondées. Les Juifs présents aux États-Unis ne s'accordent pas sur une position tranchée à ce sujet, alors même que tous ont perdu des parents et amis en Europe. Or, nombre d'auteurs et éditeurs du comic book aux États-Unis sont juifs. Les acteurs de cette industrie éludent le sujet car, soucieux de s'intégrer, ils ne souhaitent pas se singulariser ; en outre, leurs productions s'adressant à la jeunesse, ils évitent les thèmes peu consensuels et les narrations sérieuses. Par ailleurs, lorsque les États-Unis s'engagent dans le conflit à la suite de l'attaque de Pearl Harbor en décembre 1941, l'heure est à l'union nationale contre les ennemis et les publications incitent les jeunes à s'engager dans l'armée.
Après-guerre, dans le contexte de la guerre froide, les Américains souhaitent préserver l'entente avec leur allié allemand. Jusqu'à la fin des années 1970, la Shoah est abordée dans le 9e art de façon le plus souvent allusive, s'inscrivant dans les évènements de la Seconde Guerre mondiale, comme le montre La bête est morte !. La communauté des Juifs américains, victime d'un intense sentiment de culpabilité envers les Juifs d'Europe, occulte ce thème. En 1955, Alain Resnais sort le film documentaire Nuit et Brouillard, où le sort des juifs est dilué dans la question plus vaste des persécutions engagées par les nazis. Dans ce contexte de 1955, Master Race est un « véritable ovni dans le ciel des périodiques illustrés américains ». Ce « chef-d'œuvre formel » est le premier ouvrage qui aborde de plein fouet l'histoire de la Shoah, depuis la Nuit de cristal jusqu'à la « solution finale ». Cette particularité est alors inédite dans le milieu des comic books américains. L'œuvre ne connaîtra pas de suite, mais elle impressionne beaucoup Art Spiegelman qui, en 1980, publie les premières planches de Maus : un survivant raconte, long roman graphique narrant la Shoah en Pologne et récompensé à maintes reprises.

### Documentation
- (en) John Benson, David Kasakove et Art Spiegelman, « An Examination of "Master Race" », dans Squa Tront no 6, 1975.
- Art Spiegelman, « Master Race : le récit graphique comme forme d'art », dans Shoah et bande dessinée. L'image au service de la mémoire, Mémorial de la Shoah et Denoël Graphic, janvier 2017 (ISBN 9782207136683), p. 31-45
- Paul Gravett (dir.), « De 1950 à 1969 : Master Race », dans Les 1001 BD qu'il faut avoir lues dans sa vie, Flammarion, 2012 (ISBN 2081277735), p. 184.